# Juego del dictador
El juego del dictador es un juego muy simple de economía experimental, similar al juego del ultimátum, que ha sido muy usado para estudiar actitudes altruistas.
En el juego del dictador hay dos jugadores. Uno de los jugadores (conocido como dictador) divide una cierta cantidad de dinero entre él mismo y el otro jugador (conocido como recipiente). A diferencia de lo que ocurre en el juego del ultimátum, el recipiente en este caso recibe directamente la cantidad de dinero que le entregue el dictador, por lo que su papel en el juego es totalmente pasivo (en el juego del últimátum, el "dictador" debe proponer una división que el "recipiente" acepta o rechaza).
El juego del dictador tiene una extrema importancia en economía experimental, ya que se ha usado para probar el modelo de conducta individual homo economicus: si los individuos se preocuparan solo de sus propios pagos, los dictadores deberían quedarse con el dinero disponible y no darían nada a los recipientes. Sin embargo, Heinrich et al (2004)descubrieron en un amplio estudio cultural que los que proponen asignan una parte no nula de la dotación al que responde. (Este estudio de 2004 es una extensión de desarrollos anterioresen el juego del dictador y en el de la impunidad).
Este resultado demuestra que:
1. Los que proponen fallan al maximizar su propia utilidad esperada, o
2. La función de utilidad de los que proponen incluyen los beneficios de otros.[3]

Sin embargo, se han propuesto otras explicaciones, como la hipótesis del anonimato que dice que el experimento no está correctamente diseñado para probar la conducta "altruista", ya que la presencia del experimentador impulsa al que propone a evitar la aparición de la "codicia". En un estudio reciente, John List ha hablado del papel que juega en la conducta del dictador el hecho de disponer solo de alternativas "positivas" (de "dar dinero"). List observa que cuando el dictador puede "quitar" dinero, el comportamiento del dictador cambia y deja de ser tan altruista, para convertirse en algo más egoísta.
Lo mismo ocurre cuando el dinero que hay disponible a repartir es ganado en una fase anterior. En este caso, si los dictadores trabajan con su esfuerzo para ganar el dinero, serán menos propicios a dar dinero que cuando este es "regalado" por el experimentalista para llevar a cabo el experimento